# Tarpu
Tarpu, tārpu, auch tarpo, tārpo, tārpā, ist ein Einfachrohrblattinstrument aus zwei Kalebassen und zwei verbundenen Bambusröhren, das in der indischen Volksmusik in einigen Regionen in den indischen Bundesstaaten Maharashtra und Gujarat gespielt wird.

## Bauform
Die tarpu besteht aus zwei schlanken getrockneten Wachskürbissen, die auf Marathi dudhi bhopla (andere Schreibweise doudi, „Kürbis“) heißen und über zwei parallele Bambusröhren miteinander verbunden sind. Eines davon ist das Spielrohr mit vier bis fünf (sieben) Fingerlöchern, das andere Rohr mit ein oder zwei Löchern sorgt für einen Bordunton. Der Ton wird mittels einer Zunge am oberen Ende der Röhren nach dem Prinzip der als Blasinstrument der Schlangenbeschwörer bekannt gewordenen pungi erzeugt. Durch einen leicht schrägen Schnitt längs zur Röhrenwand entsteht ein idioglottes Rohrblatt, das von außen nicht sichtbar entsprechend weit in einen Wachskürbis hineingeschoben wird. Bei der pungi überträgt eine dickbauchige Windkapsel aus einem Kürbis oder einer Kokosnussschale die Blasluft auf das Spielrohr, hier ist es ein schlanker Flaschenkürbis mit einem langen gebogenen Hals. Die Anblasöffnung befindet sich nicht an dessen Spitze, sondern an der Seite. Ein kurzes, in das Loch gestecktes und mit dem Kürbis fest verbundenes Rohr bildet das Mundstück.
Im Kürbis entsteht ein gleichmäßiger Blasdruck, der an die beiden Rohrblätter weitergegeben wird. Diese versetzen den Luftstrom in den Röhren in Schwingungen, aus der effektiven Länge der Röhren ergibt sich die Tonhöhe. Am unteren Ende befindet sich ein aus einem weiteren, gebogenen Flaschenkürbis bestehender schmaler Schallbecher (konk), dessen Trichteröffnung durch spiralig umwickelte Blattstreifen der Palmyrapalme (Marathi tad) verlängert ist. Die einzelnen Teile werden an den Verbindungsstellen durch Bienenwachs fixiert und abgedichtet. Manche tarpu sind mit Pfauenfedern verziert, die über das obere Ende hinausragen.
Es gibt zwei namentlich unterschiedene Größen. Eine mittelgroße, etwa einen Meter lange tarpu heißt auf Marathi ghogha und auf Gujarati häufig dobru. In ländlichen Regionen um Surat, im Süden von Gujarat, ist das Instrument als pavri bekannt. Die bis zwei Meter große Bauform in Maharashtra nennt sich khongada. Der dudelsackartig gepresste Klang ähnelt der pungi.

## Verbreitung

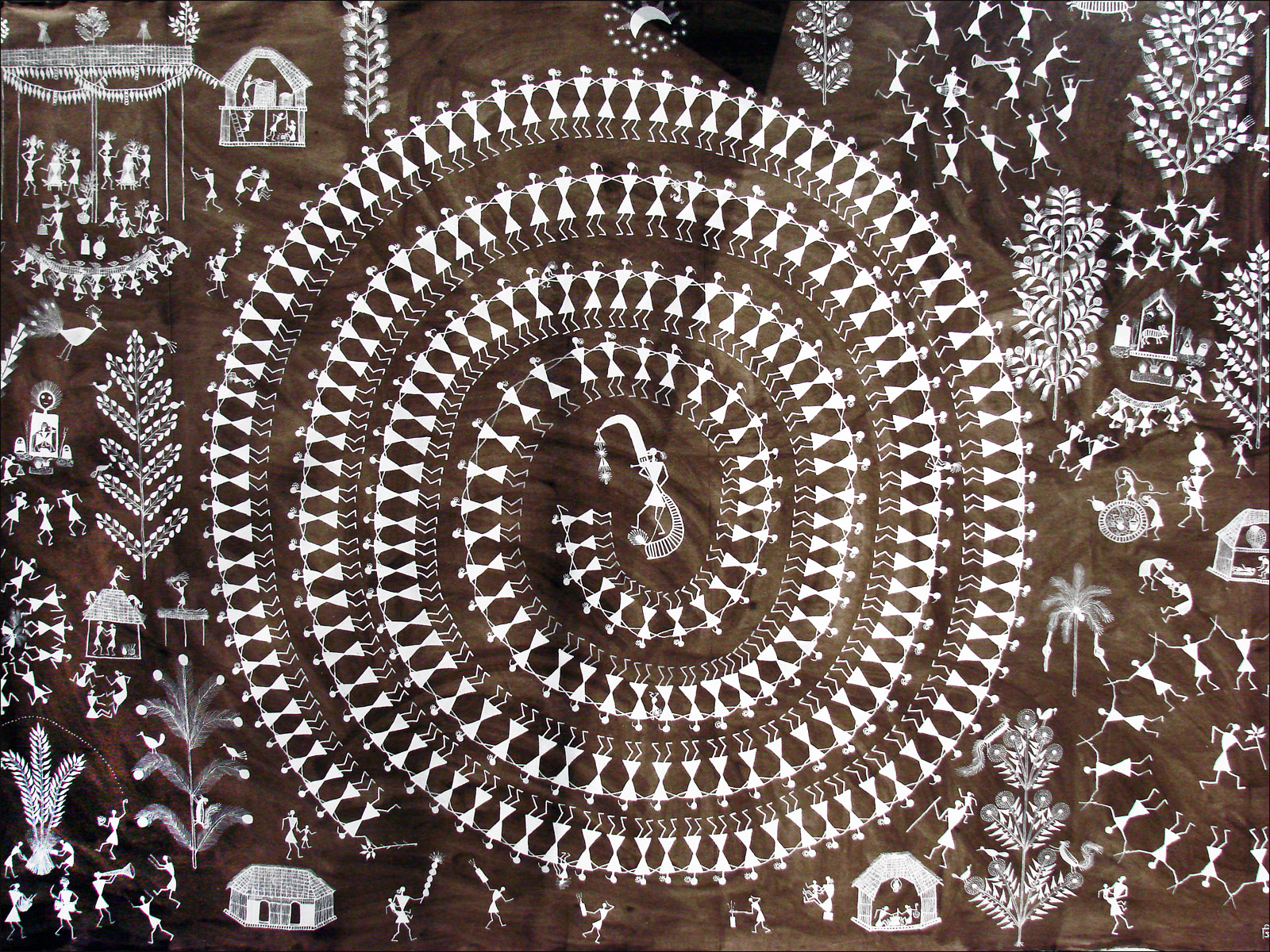
Das traditionelle Wandbild der Warli zeigt einen stilisierten Kreistanz um einen Tarpu-Spieler in der Mitte.

In ländlichen Gebieten im Süden von Gujarat und in Maharashtra spielen einige Adivasigruppen die tarpu zur Unterhaltung auf den Feldern. Bei den Dangi im Süden von Gujarat ist das selbst hergestellte Blasinstrument typisch für die Musik der Hirten, ebenso für die dortigen, überwiegend Getreideanbau betreibenden Konknas. Allgemein dient die tarpu zur Begleitung von Dorftänzen. Professionelle Musiker, unter anderen der Dhodias, treten mit ihr bei Hochzeiten auf, in Gujarat zusammen mit einem perkussiv eingesetzten Plattengong (thali) aus Bronze und der zweifelligen Fasstrommel dholak oder dholki.
Die charakteristischen Musikinstrumente der Warli in Maharashtra sind die tarpu und die zweisaitige Stabzither ghanghli. Die ghanghli ist die einfache Form einer vina mit einer Kalebasse als Resonanzkörper an jedem Ende des Stabes. Zur Reisernte im Monat Bhadrapada nach dem indischen Kalender (September) treffen sich die Warli nachts zu den weithin hörbaren Tönen der tarpu. Im Folgemonat Ashvina (Oktober) führen sie traditionell täglich nach Sonnenuntergang der Tarpu-Tanz auf. Mehrere Musiker drehen sich inmitten eines Zuhörerkreises während des Spiels fortwährend um die eigene Achse. Um sie herum beginnen die Zuhörer ebenfalls im Kreis zu tanzen. Tarpu-Spieler der Warli treten auch bei Tempelfesten zu Ehren der Göttin Mahalakshmi auf. Bei Kriegstänzen bilden bunt kostümierte Männer und Frauen eine Kette und bewegen sich um einen in der Mitte stehenden Tarpu-Spieler. Die rhythmische Begleitung erzeugen die Tänzer mit ihren Fußschellen (Marathi ghungru).
Tarpu gehören zu einer Reihe von Einfachrohrblattinstrumenten in Indien mit einem oder mehreren Spielrohren und einer festen Windkapsel. Das südindische, etwas kleinere Gegenstück zur nordindischen pungi mit zwei Spielrohren ist die magudi (auch makuti). Die Mavchi, eine Untergruppe der Bhil in Maharashtra, spielen die etwa 60 Zentimeter lange pawri (pavri, auch pawari), die in ihrer Form weitgehend der tarpu entspricht. Das Bambusrohr der pawri besitzt drei Fingerlöcher, im Unterschied zur tarpu wird sie nicht seitlich, sondern am Ende des Kürbishalses angeblasen. Neben Blasinstrumenten mit Rohrblatt spielen die westindischen Adivasis eine Reihe von Bambusflöten (allgemein bansi) und Naturtrompeten wie Tierhörner und die im Halbkreis gebogene Metalltrompete tutari.
Sieben Pfeifen aus Bambusrohr ragen beim rasem im nordostindischen Bundesstaat Tripura aus einem Flaschenkürbis heraus. Angeblasen wird dieses äußerlich ähnliche, aber funktionell den Mundorgeln zugehörige Instrument durch ein Rohr am Hals. Ebenfalls innerhalb Indiens auf den Nordosten beschränkt sind Einfachrohrblattinstrumente vom Typ der pepa, bei denen auf die Spielröhre ein Büffelhorn als Schallbecher aufgesetzt ist.